# Hoher Sonnblick
Der Hohe Sonnblick (auch Rauriser Sonnblick) ist ein 3106 m ü. A. hoher Berg in den österreichischen Alpen. Er liegt in der Goldberggruppe der Hohen Tauern an der Grenze der Bundesländer Salzburg und Kärnten. Am Gipfel befinden sich das Zittelhaus und das Observatorium Sonnblick, eine der höchstgelegenen Wetterstationen Europas, die seit 1886 durchgehend besetzt ist. Der Hohe Sonnblick gilt als der beliebteste Gipfel der Goldberggruppe und wird sehr oft besucht. In der Region wurde früher intensiv Goldbergbau betrieben. Der Hohe Sonnblick ist seit 1983 Teil des Nationalparks Hohe Tauern.

## Geografie
Der Hohe Sonnblick befindet sich in den Hohen Tauern, zählt zur Goldberggruppe (AVE 42) und liegt in deren Zentrum. Er bildet den Talschluss im Süden des Raurisertals, dort Hüttwinkeltal, bei der Siedlung Kolm-Saigurn. Verwaltungsmäßig befindet sich der unmittelbare Gipfelbereich des Hohen Sonnblicks zur Gänze im Gemeindegebiet von Rauris im salzburgischen Pinzgau.

### Topographie
Der 3106 m ü. A. hohe Berg fällt mit einer rund 1500 Meter hohen, breiten und gestuften Nordflanke nach Kolm-Saigurn ab. Der pyramidenförmige Gipfel entsendet mehrere ausgeprägte Grate. Der Westgrat ist über die Pilatusscharte (2905 m ü. A.) mit dem Goldzechkopf (3042 m ü. A.) verbunden, der Südgrat über die Kleinfleißscharte (2974 m ü. A.) mit der Goldbergspitze (3073 m ü. A.). Der Südostgrat geht nach Nordosten in eine markante Bergschulter über, die auch als Kleiner Sonnblick bezeichnet wird. Der Südostgrat selbst endet im Bereich der Rojacher Hütte.

### Verkehr
Von Norden ist das Gebiet über die Mautstraße Kolm-Saigurn erreichbar. Die Zufahrt ist bis zum Parkplatz Lenzanger gestattet. Öffentlicher Verkehr und Nächtigungsgäste können bis zum Naturfreundehaus Kolm-Saigurn und zum Gasthof Ammererhof fahren.
Eine für die Öffentlichkeit gesperrte Pendelbahn führt aus dem Talschluss über fast 1500 Höhenmeter von Norden auf den Gipfel. Die „Gondel“ bestand früher nur aus einer unter das Seil gehängten Kiste. Die Bahn hat aber seit einer Modernisierung 2018 eine Kabine für 6 Personen. Sie taugt auch zum Lastentransport.

### Vergletscherung

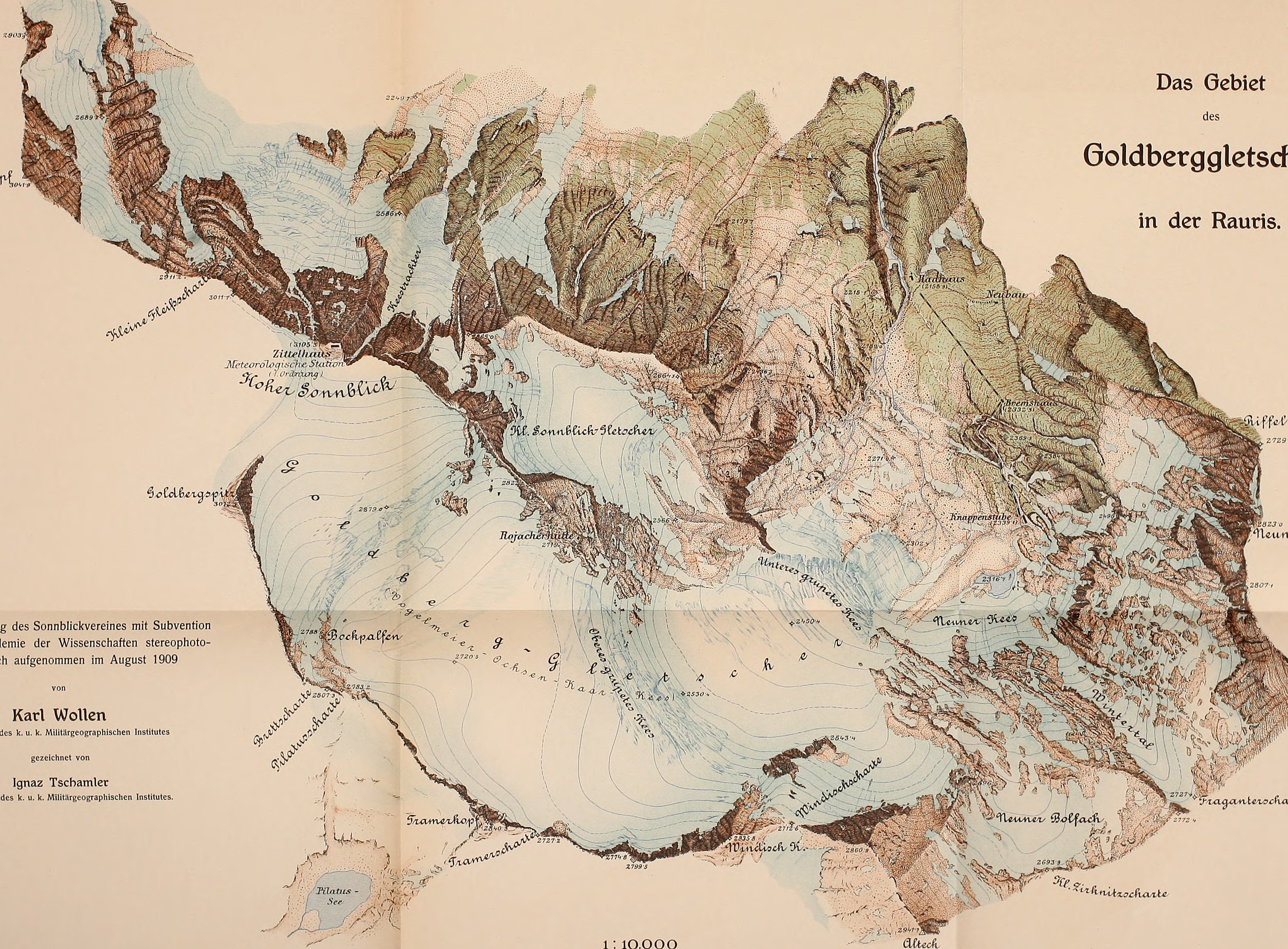
Topografische Karte mit Gletscherstand von 1909

Der Hohe Sonnblick ist von mehreren kleinen Gletschern umgeben. Der Gipfel ist eisfrei. Im Norden befindet sich unterhalb der Pilatusscharte das Pilatuskees. Im Westen erstreckt sich das Kleinfleißkees, im Südosten das Goldbergkees (Vogelmaier-Ochsenkarkees).
Wie alle Gletscher der Alpen, sind auch die Eisfelder am Hohen Sonnblick vom Gletscherschwund betroffen. Das Goldbergkees bedeckte ursprünglich die gesamte Südostseite des Hohen Sonnblicks, ist heute jedoch in drei selbständige Eisfelder zerfallen. Der obere Keesboden liegt unterhalb des Gipfels und zieht sich bis zu einer Steilstufe westlich der Rojacher Hütte. Der mittlere Keesboden ist aktuell der größte Gletscherrest und endet bei einer Steilstufe südlich der Rojacher Hütte. Östlich des mittleren Bodens befindet sich mit dem unteren Keesboden der kleinste Überrest des Goldbergkees.
Seit 2021 werden die Rückzugswerte nur mehr am mittleren Boden ermittelt. Wegen eines dem Eisrand vorgelagerten Sees, der sich in den letzten Jahren mehrmals durch Ausbrüche mit lokalen Hochwässern entleerte, wird die Vermessung drohnengestützt durchgeführt.

### Gewässer
Das Sonnblickgebiet entwässert vorwiegend nach Norden. Das Goldbergkees und viele Wildbäche speisen die Hüttwinklache bzw. die Rauriser Ache, die in die Salzach mündet. Die Westseite mit dem Kleinfleißkees entwässert über den Kleinfleißbach in die Möll.

## Geologie

### Tektonik
Der Bereich des Hohen Sonnblicks ist Teil des Tauernfensters (Penninikum). Die Hohen Tauern werden in diesem Abschnitt den tiefsten tektonischen Stockwerken des Tauernfensters zugerechnet. Die Gesamtregion gehört dem Hochalm-Ankogelmassiv an, das intern in drei sogenannte Gneiskerne („Gneisdome“) gegliedert wird. Der Hölltor-Rotgüldenkern und der Siglitzlappen im Norden sind durch die mesozoische Tauernschieferhülle der Mallnitzer Mulde vom Sonnblickkern im Südwesten getrennt. Der Sonnblickkern stellt eine nordostvergente Rollfalte dar, deren Achsen von Südost nach Nordwest streichen.

### Gesteine
Der Sonnblick besteht vorwiegend aus Zentralgneis. Das Gebiet ist von zwei in NW-SO-Richtung streichenden Amphibolitbändern durchzogen, die von Paragneis und Glimmerschiefer begleitet werden, welche zum Teil auffallende Granatführung aufweisen.

### Mineralien
Das kluftreiche Gebiet des Sonnblicks ist bekannt für seinen Mineralienreichtum. Goldführende Quarzgänge bildeten sich vorherrschend in NNO-streichenden, steilstehenden AC-Klüften. Das Gold ist meist feinstverteilt in Pyrit, Arsenkies oder in der selteneren Zinkblende sowie in Kupferkies und Bleiglanz vorhanden. Ausnahmsweise findet sich Freigold.
Die Nordwand und das Gebiet Leidenfrost in der Ostflanke gelten als klassische Fundorte für Bergkristall und Scheelit. Gold- und Bergkristallfunde vom Hohen Sonnblick können im Haus der Natur in Salzburg besichtigt werden.

### Massenbewegungen
Nach einem Starkregenereignis mit 130 Liter pro Quadratmeter gerieten am 28. August 2023 etwa 800.000 Kubikmeter Lockergestein im Pilatuskar in Bewegung. Die Mure verwüstete den unbesiedelten Talboden auf über 24 Hektar. Die Schäden an der Infrastruktur mit Straßen, Wanderwegen und Radstrecken machten in Rauris rund drei Millionen Euro aus. Um die Massenbewegung im Pilatuskar zu überwachen, wurden Messgeräte wie Geophone, Kameras und ein Hochfrequenz-Puls-Doppler-Radar installiert.

## Klima und Wetterbeobachtung

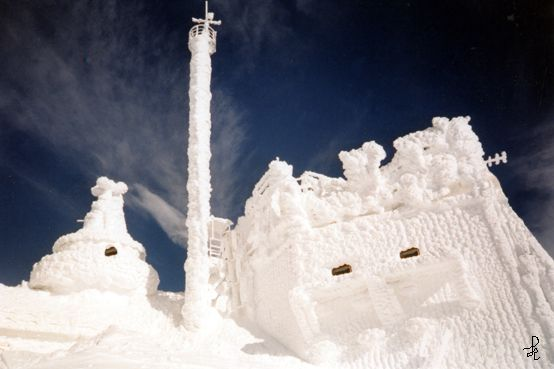
Observatorium im Winter

Auf dem steilen Gipfel befinden sich in 3106 m ü. A. Höhe ein meteorologisches Observatorium, das Sonnblickobservatorium. Am Hohen Sonnblick herrscht Hochgebirgsklima. 85 % des Niederschlags treten in Form von Schnee auf. Die jährliche Neuschneemenge beträgt rund 23 m. Am 1. Jänner 1905 wurden auf dem Gipfel −37,4 °C gemessen, die bis dahin tiefste jemals in Österreich gemessene, offiziell anerkannte Temperatur. Windspitzen von mehr als 120 km/h sind keine Seltenheit; am 15. Oktober 2000 gab es hier 233 km/h.
Am 6. Juli 2022 wurde auf dem Hohen Sonnblick kein Schnee mehr gemessen. Früher lagen an diesem Tag noch 2,5 m Schnee auf dem Gletscher. Seit Beginn der Messungen 1886 gab es hier bisher fünfmal Temperaturen von 15 °C oder mehr: 1983, 1992, 2012 und zweimal im Sommer 2023. Im gesamten, österreichweit rekordwarmen August 2024 fiel die Temperatur am Gipfel zu keiner Zeit unter 0 °C. Das ist der erste frostfreie Monat in der Messgeschichte der über 3000 m hoch gelegenen Station. Insgesamt dauerte diese frostfreie Periode, die am 5. Juli begann und am 4. September immer noch nicht beendet war, sogar über 60 Tage.
Lag die Jahresdurchschnittstemperatur auf dem Gipfel in der Messreihe 1971 bis 2000 noch bei −5,4 °C (siehe Tabelle), waren es zehn Jahre später (1981 bis 2010) −5,1 °C. (siehe auch Alpen#Folgen der globalen Erwärmung in den Alpen)
|                        | Jan   | Feb   | Mär   | Apr   | Mai   | Jun   | Jul   | Aug   | Sep   | Okt   | Nov   | Dez   |   |         |
| Mittl. Temperatur (°C) | −11,7 | −12,2 | −10,9 | −8,3  | −3,3  | −0,4  | 2,1   | 2,3   | −0,6  | −3,7  | −8,3  | −10,5 | ⌀ | −5,4    |
| Mittl. Tagesmax. (°C)  | −9,4  | −9,8  | −8,4  | −5,7  | −1,0  | 2,1   | 4,8   | 4,8   | 1,7   | −1,5  | −6,0  | −8,2  | ⌀ | −3      |
| Mittl. Tagesmin. (°C)  | −13,8 | −14,4 | −13,0 | −10,4 | −5,4  | −2,6  | −0,1  | 0,2   | −2,5  | −5,5  | −10,3 | −12,7 | ⌀ | −7,5    |
|                        |       |       |       |       |       |       |       |       |       |       |       |       |   |         |
| Niederschlag (mm)      | 127,5 | 110,1 | 152,2 | 159,0 | 139,1 | 146,0 | 164,4 | 147,9 | 116,9 | 120,0 | 145,2 | 144,6 | Σ | 1.672,9 |
|                        |       |       |       |       |       |       |       |       |       |       |       |       |   |         |
| Sonnenstunden (h/d)    | 3,9   | 4,7   | 4,5   | 4,3   | 4,9   | 4,9   | 5,7   | 5,8   | 5,4   | 5,3   | 3,9   | 3,5   | ⌀ | 4,7     |
|                        |       |       |       |       |       |       |       |       |       |       |       |       |   |         |
| Regentage (d)          | 14,8  | 14,4  | 18,0  | 19,1  | 16,6  | 18,2  | 17,5  | 16,2  | 13,7  | 12,7  | 15,4  | 16,2  | Σ | 192,8   |

| −13,8 |

| −14,4 |

| −13,0 |

| −10,4 |

| −5,4 |

| −2,6 |

| −0,1 |

| 0,2 |

| −2,5 |

| −5,5 |

| −10,3 |

| −12,7 |

| −13,8 |

| −14,4 |

| −13,0 |

| −10,4 |

| −5,4 |

| −2,6 |

| −0,1 |

| 0,2 |

| −2,5 |

| −5,5 |

| −10,3 |

| −12,7 |

| N i e d e r s c h l a g | 127,5 | 110,1 | 152,2 | 159,0 | 139,1 | 146,0 | 164,4 | 147,9 | 116,9 | 120,0 | 145,2 | 144,6 |
|                         | Jan   | Feb   | Mär   | Apr   | Mai   | Jun   | Jul   | Aug   | Sep   | Okt   | Nov   | Dez   |

Die Wetterbeobachter auf dem Sonnblick arbeiten 14 Tage am Stück, danach werden sie abgelöst.

## Flora und Vegetation

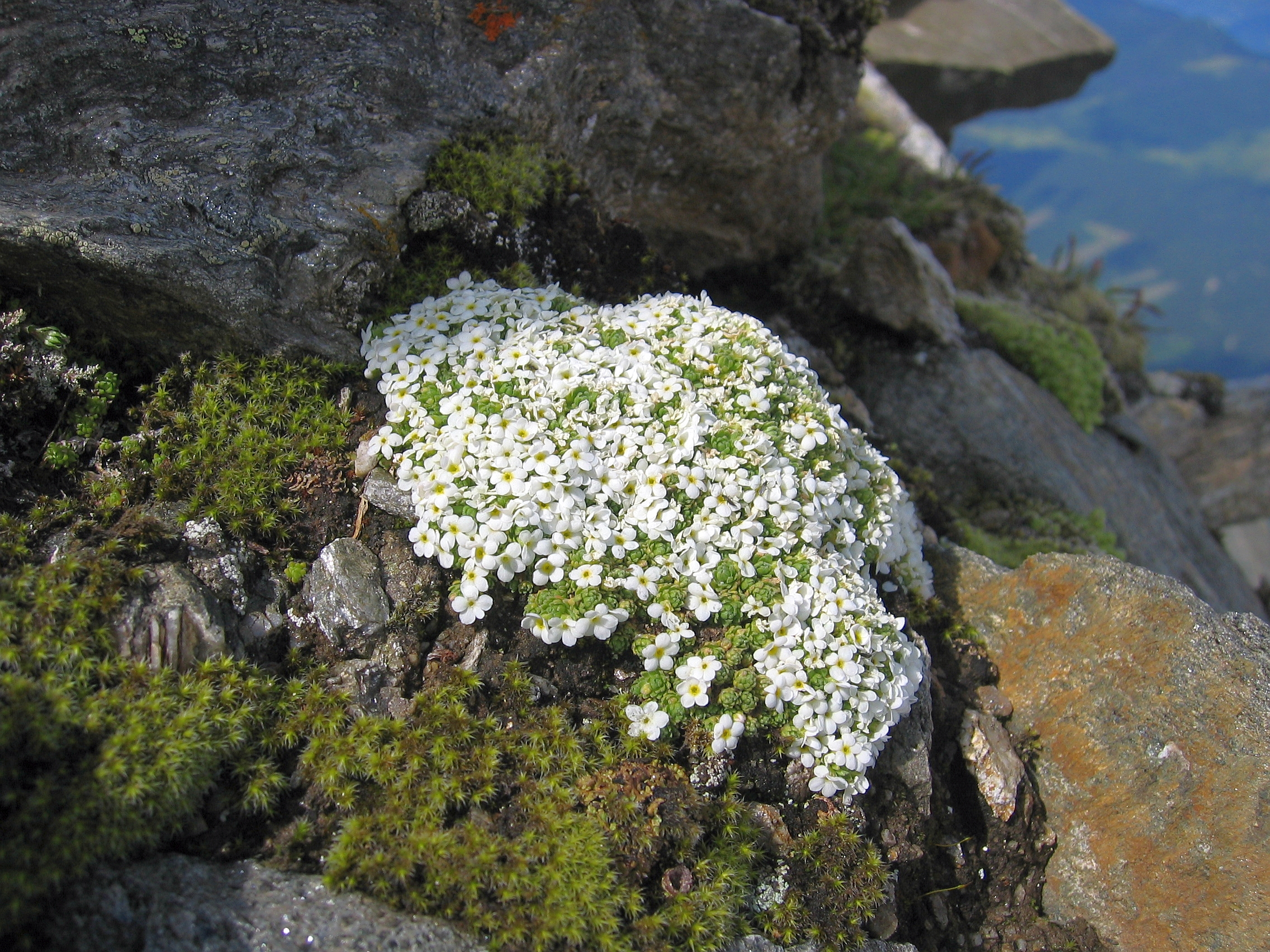
Alpen-Mannsschild (Androsace alpina) am Südostgrat ~

Zu den bis in den Gipfelbereich steigenden Pflanzenarten zählen Einblüten-Hornkraut (Cerastium uniflorum), Rudolph-Steinbrech (Saxifraga rudolphiana), Moschus-Steinbrech (Saxifraga moschata), Moos-Steinbrech (Saxifraga bryoides), Mannsschild-Steinbrech (Saxifraga androsacea), Alpen-Mannsschild (Androsace alpina), Gletscher-Hahnenfuß (Ranunculus glacialis) und Alpen-Rispengras (Poa alpina).
Am Gipfel des Hohen Sonnblicks wurden 34 Flechtenarten nachgewiesen. Eine Besonderheit ist der Mörtel der alten Bauteile des Zittelhauses, der das einzige basische Substrat inmitten von sauren Silikaten ist. Kalkliebende Arten der Gattungen Caloplaca, Lecanora und Lecidella gedeihen dort in erstaunlich großer Höhe. Dasselbe gilt auch für Lecanora varia, die auf altem Bauholz wächst.

## Naturschutz
Der Hohe Sonnblick ist seit 1983 Teil des Nationalparks Hohe Tauern. Ein Großteil der alpinen und hochalpinen Bereiche befindet sich in der Kernzone des Nationalparks. Diese Zonen unterliegen strengen Naturschutzregeln. Dort ist jeder Eingriff in die Natur und in den Naturhaushalt sowie jede Beeinträchtigung des Landschaftsbildes, bis auf wenige Ausnahmen, verboten (IUCN-Kategorie II). Der östliche Teil des Hohen Sonnblicks liegt in der Außenzone und bildet den Übergangsbereich zwischen dem Dauersiedlungsraum und den streng geschützten Gebieten. Dort ist die Erhaltung der Kulturlandschaft und der Artenvielfalt das primäre Schutzziel (IUCN-Kategorie V).

## Bergsport

### Bergsteigen

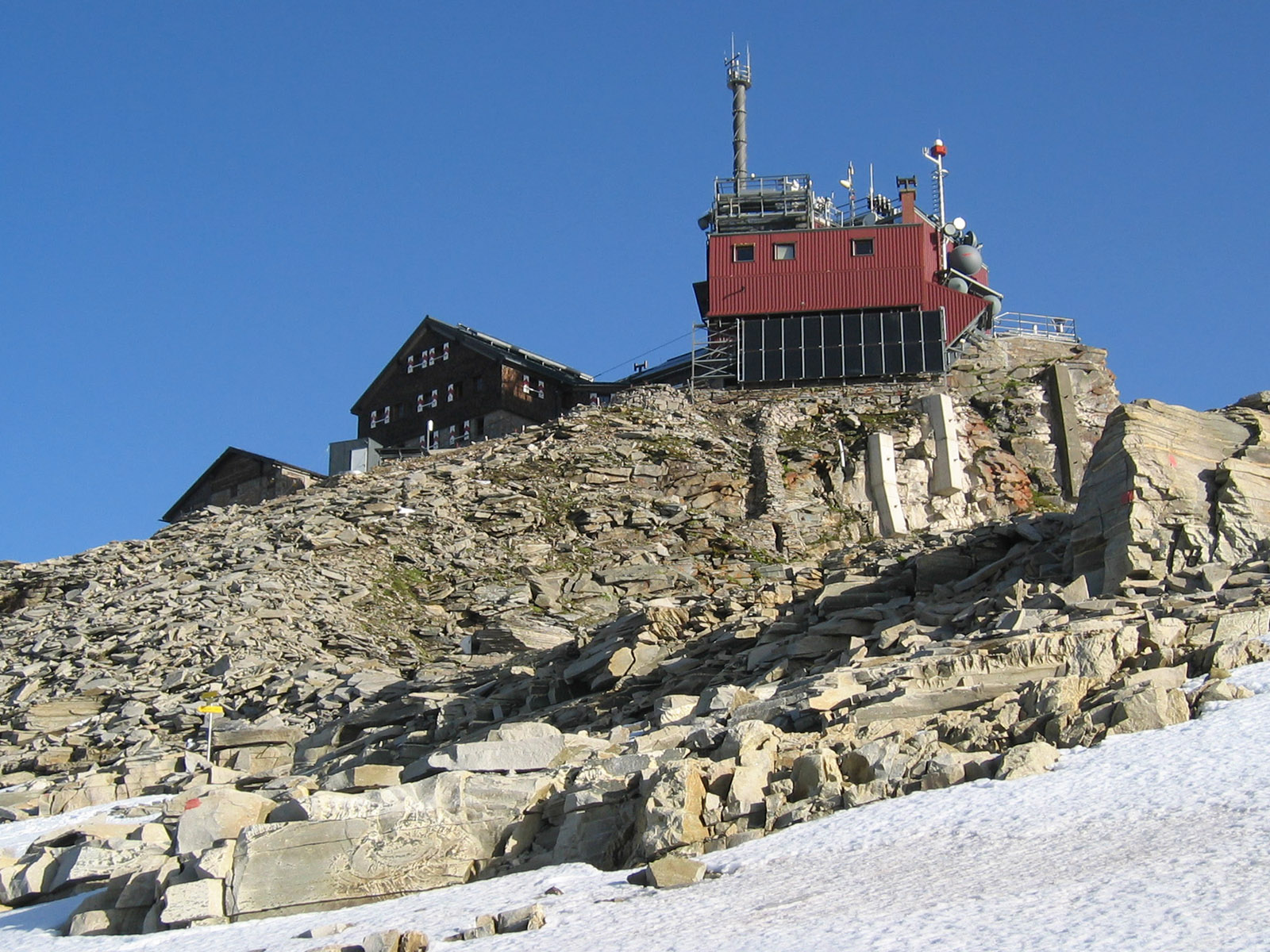
Zittelhaus (links) und Sonnblickobservatorium (rechts)

Über die Geschichte der Erstbesteigung des Hohen Sonnblicks ist wenig bekannt. Durch den historischen Goldbergbau wurden spätestens ab dem 16. Jahrhundert auch die Hochlagen erschlossen, und es kann angenommen werden, dass Bergmänner den Gipfel des Sonnblicks erreichten. Die touristische Erschließung setzt in der zweiten Hälfte des 19. Jahrhunderts ein. Der Bergwerksbesitzer Ignaz Rojacher baute das Werkhaus in Kolm-Saigurn in ein Gasthaus um und beherbergte die ersten Touristen. Auf Initiative Rojachers wurde am Gipfel das Observatorium Sonnblick errichtet und 1886 eröffnet. Durch die neue Station besuchten mehr Bergsteiger den Gipfel, und ein Zubau an das Observatorium wurde notwendig. 1888 wurden mehrere Erweiterungen fertiggestellt. 1889 wurde das Haus nach Karl Alfred von Zittel, dem damaligen Präsidenten des Deutschen und Österreichischen Alpenvereins (DuOeAV), in Zittelhaus umbenannt. Zur Erleichterung des Holztransportes und der Vorproviantierung für das Zittelhaus ließ Wilhelm Ritter von Arlt aus eigenen Mitteln am Südost-Grat die Rojacher Hütte (2718 m ü. A.) errichten. Die Einweihungsfeier fand am 14. August 1899 statt. Das Zittelhaus und die Rojacher Hütte werden heute von der Sektion Rauris des Österreichischen Alpenvereins betrieben.
Im Jahr 1926 kaufte die Ortsgruppe Wien der Naturfreunde ein 11 Quadratkilometer großes Areal im Rauriser Talschluss in Kolm-Saigurn. Der Besitz umfasst den Großteil des Sonnblicks, des Hocharns, des Neunerkogels, die Herzog-Ernst-Spitze und das Alteck. Dazu gehörten auch sämtliche, zum Teil schon verfallene, Gebäude, die damals dem Goldbergbau dienten. Dies waren unter anderem die Siedlung Kolm-Saigurn und das Berghaus Neubau. Der Gasthof in Kolm-Saigurn und das Berghaus Neubau wurden saniert und sind heute das Naturfreundehaus Kolm-Saigurn bzw. das Schutzhaus Neubau (2175 m ü. A.).

#### Markierte und gewartete Wege
Das markierte und beschilderte Wegenetz am Sonnblick wird vom Österreichischen Alpenverein und von den Naturfreunden gewartet.
- Kolm-Saigurn – Neubau – Rojacher Hütte – Hoher Sonnblick, 4–5 h, 1500 Höhenmeter
- Heiligenblut (1300 m ü. A.) – Fleißkehre – Gasthof „Alter Pocher“ (1800 m ü. A., Endpunkt der öffentlichen Straße) – Zirmsee (2550 m ü. A.) – Kleinfleißkees – Hoher Sonnblick, 5–6 h (4–5 h ab „Alter Pocher“), 1800 Höhenmeter. Keine Schutzhütten zwischen „Alter Pocher“ und Sonnblick.
- Klagenfurter Jubiläumsweg (sehr lange Grattour vom Hochtor über den Hocharn zum Sonnblick, nur bei stabilem Wetter zu empfehlen)[25]
- Tauernhöhenweg vom Hochtor über den Klagenfurter Jubiläumsweg, Sonnblick, Rojacher Hütte und Fraganter Scharte zur Duisburger Hütte

### Wintersport
Der Gipfel ist das Ziel einer beliebten Skitour, die vor allem im Frühjahr durchgeführt wird. Aufstieg und Abfahrt erfolgt über die Südostseite.

### Bergunfälle

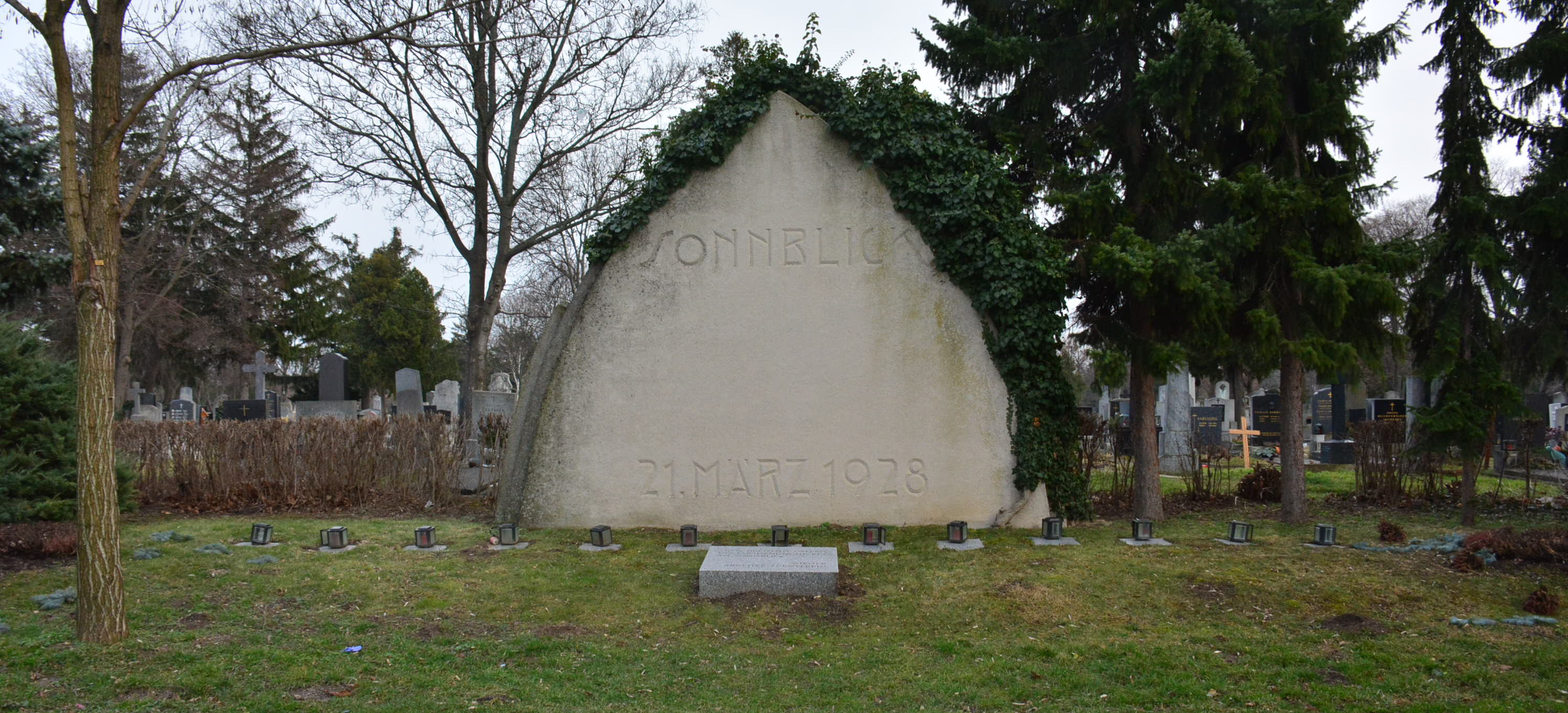
Gedenkstätte für die Lawinenopfer von 1928

Aufgrund der hohen Besucherzahl sind Bergunfälle häufig. Auch wird der Sonnblick zu jeder Jahreszeit begangen. Bei Schlechtwetter können Orientierungsprobleme auftreten, und am Südostgrat besteht bei Unwettern kaum Rückzugsmöglichkeit. Gletscherbegehungen und winterliche Verhältnisse sind anspruchsvoll und erfordern ein hohes Maß an alpiner Erfahrung. Je nach den Bedingungen sind Pickel und Steigeisen erforderlich. Lawinen sind im hochalpinen und steilen Gelände häufig.
Am 21. März 1928 ereignete sich ein schweres Lawinenunglück am Sonnblick. Im Abstieg löste sich im Bereich des Maschinengrabens eine Schneewechte und riss 13 Mitglieder des Wiener Arbeiterturnvereines und der Naturfreunde in den Tod. Das Grabdenkmal für die Opfer des Lawinenunglücks befindet sich am Wiener Zentralfriedhof.

## Wirtschaft

### Bergbau
Im Bereich des Sonnblicks gibt es historische Goldminen, die der Gipfelgruppe um den Sonnblick ihren Namen Goldberggruppe einbrachten. An den Hängen stehen noch heute die Ruinen der Goldgräberei, Kolm-Saigurn ist eine uralte Bergbausiedlung. Man kann am Fuße des Sonnblicks noch heute – erfolgreich, aber im Vergleich zum historischen Bergbau, der entscheidend mit zum Reichtum des Erzstifts Salzburg beitrug, wenig ertragreich – Gold waschen.

### Tourismus
Das Sonnblickgebiet ist durch sanften Tourismus geprägt, der sich vor allem auf das Frühjahr und die Sommermonate beschränkt. Das aktuelle Tourismusangebot wird maßgeblich vom Nationalpark Hohe Tauern beeinflusst und umfasst vor allem geführte Wanderungen, die den Besuchern die Natur und Geschichte in dieser Region näherbringen.

## Der Sonnblick in Kunst und Literatur

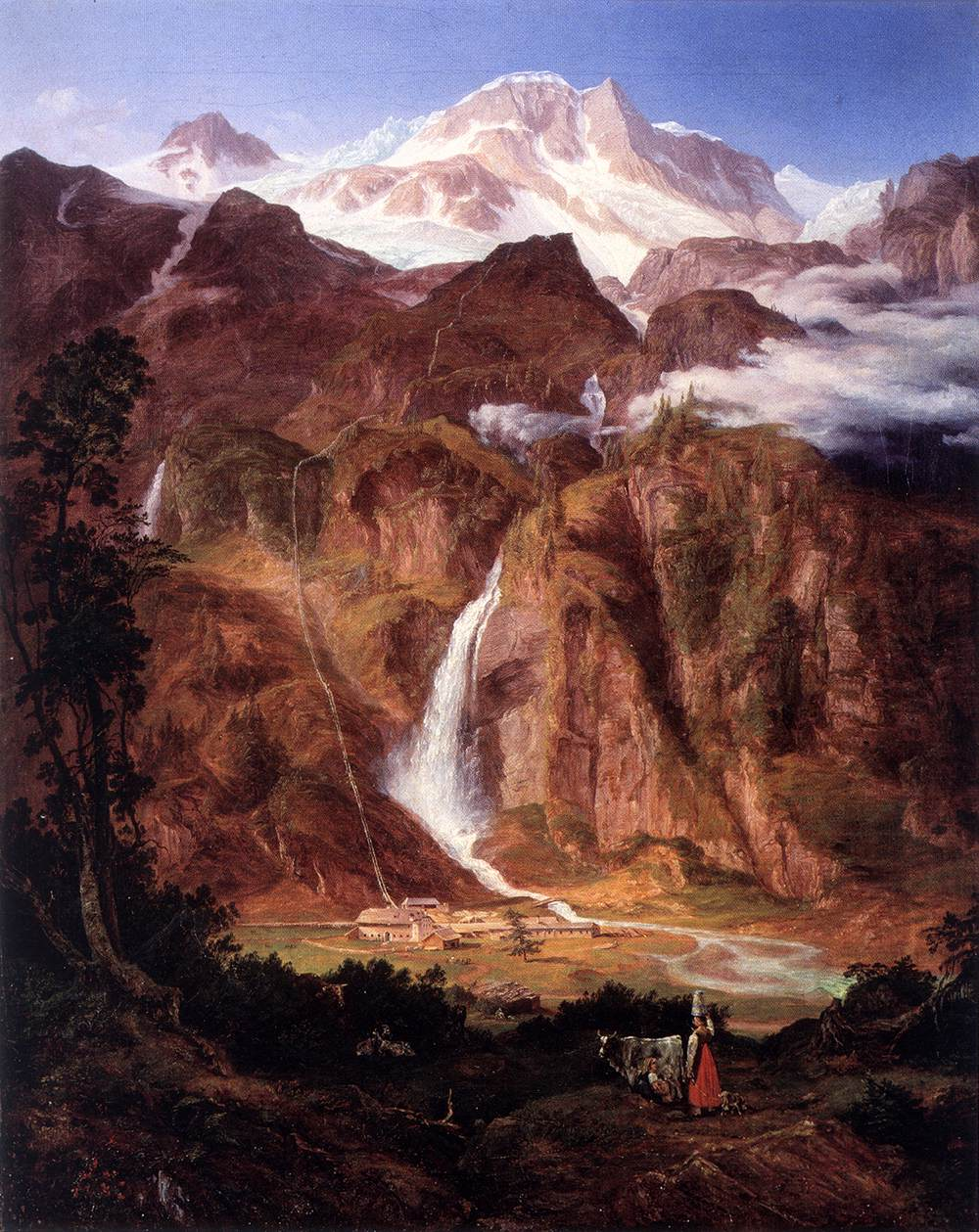
Friedrich Loos: Kolm Saigurn im Rauristal mit Sonnblick, 1835

In der Biedermeierzeit kamen Landschaftsmaler nach Rauris und an den Sonnblick. Friedrich Loos schuf 1835 das Werk Kolm Saigurn im Rauristal mit Sonnblick. Es zeigt die Bergbausiedlung Kolm-Saigurn, die von einem tosenden Wasserfall überragt wird. Im Hintergrund erhebt sich der Hohe Sonnblick mit seinem markanten Gipfelaufbau. Das Bild zeigt den Verlauf des 1832/33 für den Goldabbau errichteten Schrägaufzugs. Dieser diente zum Transport des abgebauten Materials und wurde in der Nähe des Gletschers von einem Wasserrad angetrieben (Radhaus). Die Gebäude im Rauriser Talschluss beinhalteten das Waschwerk.
Der Berg ist Gegenstand des österreichischen Heimatfilms Der Sonnblick ruft. Der Geschichte liegt der gleichnamige Roman von Edmund Josef Bendl zugrunde. Die Uraufführung erfolgte am 8. April 1952 in Wien, die deutsche Premiere war am 27. Februar 1953 in München, Stuttgart und Nürnberg.

## Karten
- Alpenvereinskarte Blatt 42 (Sonnblick), 1:25.000; Österreichischer Alpenverein 2012; ISBN 978-3-928777-77-3.
- Christof Exner: Geologische Karte der Sonnblickgruppe 1:50.000. Hrsg.: Geologische Bundesanstalt und Umweltbundesamt. Wien 1962 (geologie.ac.at [abgerufen am 19. Februar 2025]).